# Hermann Bokholt
Hermann Bokholt († 4. Dezember 1427) war ein deutscher Zisterzienser und Abt des Klosters Doberan. Überlieferungsgeschichtlich ist Herman Bokholt als Doberaner Abt heute noch bedeutsam wegen seiner Teilnahme an der Gründung der Universität Rostock.

## Leben

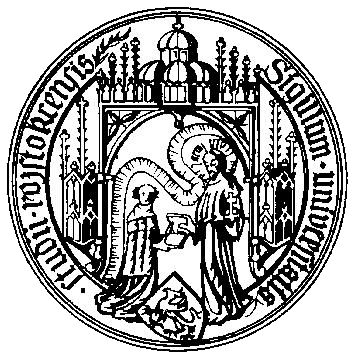
Siegel der Universität Rostock von 1419

Hermann Bokholt war im Zeitraum von 1404 bis zur Resignation als Abt 1423/24 zwanzig Jahre Abt des Klosters Doberan.
Da in jeder Provinz mindestens eine Abtei das Studium der Theologie ermöglichen sollte, sind bis zur Gründung der Universität in Rostock 1419 nur wenige Doberaner Ordensangehörige an fremden Universitäten nachzuweisen. Am 12. November 1419 wurde Petrus Stenbeke von einem Gremium bestehend aus Abt Hermann Bokholt, dem Rostocker Archidiaconus Johannes Meynesti, dem Pfarrherrn zu St. Marien in Rostock Nikolaus Türkow und dem Rostocker Bürgermeister Hinrich Katzow unter Leitung des Schweriner Bischofs Heinrich III. von Wangelin zum Gründungsrektor der Rostocker Universität berufen. So gab es für die Abteien im Kompetenzbereich des Doberaner Abtes eine eindeutige Option auf das Studium in Rostock, wenn auch, wegen häretischer Strömungen im Reich, die Universität bis 1433 ohne die übliche theologische Fakultät blieb.
Es zeugt vom hohen Ansehen des Abtes, als ihm 1422 durch das Generalkapitel noch kurz vor seiner Resignation als regeltreuer Abt zum Reformator die Ordensprovinz Bremen übertragen wurde. Ein Jahr später wurde sein Wirkungsbereich auf die Diözese Cammin mit dem Zisterzienserinnenkloster Stettin und die skandinavischen Königreiche Dänemark, Schweden und Norwegen ausgedehnt. Damit verbunden waren disziplinarische Befugnisse und Rechte, so auch Äbte abzuberufen und zu bestellen. Sein Nachfolger als Abt von Doberan wurde Bernhard Witte.

## Grabplatte

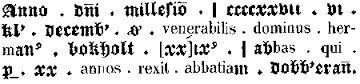
Inschrift der Grabplatte nach der Rekonstruktion von 1853

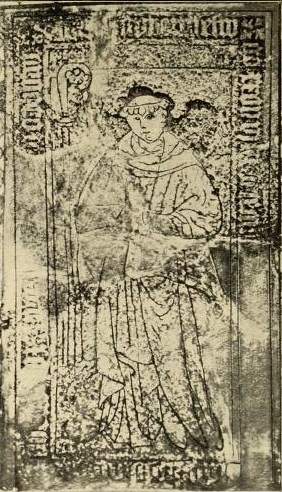
Aus Fragmenten rekonstruierte Grabplatte Bokholts (1853)

Seine steinerne Grabplatte im Kloster Doberan galt Anfang des 19. Jahrhunderts als verschollen, wurde dann jedoch 1853 in Fragmenten, die teilweise bereits zu Treppenstufen verarbeitet waren, in der damals als Materialkammer genutzten Bülow-Kapelle des Doberaner Münsters wieder aufgefunden, weitere Teile lagen auf dem Klostergelände. Damit konnte die Inschrift der Grabplatte nochmals kritisch gelesen und die bisherige Überlieferung im Detail korrigiert werden. Die Inschrift lautete 

„Anno domini millesimo CCCCXXVII. VI kal. Decembris obiit venerabilis dominus Hermanus Bokholt XXIX abbas, qui per XX annos rexit abbatiam Dobberanensem
Übersetzung: Im Jahre des Herrn 1427 am 26. November starb der ehrwürdige Herr Hermann Bokholt, 29. Abt, der 20 Jahre hindurch der Abtei Doberan vorstand“

 Kunstgeschichtlich bemerkenswerte Besonderheit am Bildprogramm der gotischen Grabplatte war, dass unten links ein Hund mit abgebildet ist, welcher zu dem Vollbild des Abtes aufsieht. In der christlichen Ikonografie ist der Hund Symbol der Treue und ein Attribut des bedeutenden Zisterziensers Bernhard von Clairvaux.
Von Dezember 2003 bis Dezember 2004 erfolgten durch den Restaurator Boris Froberg Restaurierungsarbeiten an der Grabplatte 4, Abt Hermann Bockholt in der Münsterkirche.